# Sylvain Henckaerts
Sylvain Henckaerts, né le 14 août 1938 à Hasselt et mort le 23 janvier 2003 dans la même ville, est un coureur cycliste belge, professionnel de 1962 à 1965.

## Palmarès
- 1957
  - 3e étape du Tour du Limbourg amateurs
- 1960
  - Bruxelles-Zepperen
- 1961
  - Circuit de la Meuse
  - 14e étape du Tour de l'Avenir
- 1962
  - Tour de Belgique indépendants
    - Classement général
    - 3e étape
- 1964
  - 3e du Grand Prix du canton d'Argovie
- 1965
  - 3e de Escaut-Dendre-Lys